# INOX-TEE-Wagen
Bei den INOX-TEE-Wagen handelt es sich um eine Serie von Personenwagen im Eisenbahnverkehr, die ab 1964 von der Französischen Staatsbahn SNCF (Société nationale des chemins de fer français) speziell für den TEE-Verkehr nach Belgien und in die Niederlande beschafft worden sind. Diese wurden aus rostfreiem Stahl hergestellt. Die französische Bezeichnung dafür lautet acier inoxydable. Sie unterscheiden sich technisch erheblich von den ab 1950 beschafften INOX-DEV-Wagen der SNCF.

## Allgemeines
Mit dem Start des TEE-Netzes 1957 beteiligte sich die SNCF nur halbherzig an dem Fahrzeug-Beschaffungsprogramm für dieses Angebot. Während die Schweizerischen Bundesbahnen und die Holländische Staatsbahn sowie die Deutsche Bundesbahn neue Triebwagen-Fahrzeuge entwickelten, setzten die Franzosen nur eine wenig weiterentwickelte Variante ihres RGP 825-Triebzuges ein. Dieses Fahrzeug stieß – wie das der italienischen Staatsbahn – wegen mangelnden Komforts vielfach auf Kritik beim Publikum.
Deshalb wurden ab 1964 neue Fahrzeuge für den TEE-Verkehr entwickelt, womit die SNCF als erste der am TEE-Netz beteiligten Bahnen zum Lok-Wagen-Zug für diese Zuggattung überging.
Hauptmerkmal dieser Wagen war die Ausführung in Edelstahl (Inox) mit Seiten- und Dachsicken außerhalb des Fensterbereichs, wie bei den Inox-Wagen aus 1950, die nach einem Verfahren der amerikanischen BUDD-Company entwickelt wurden. Wie bei den USI-Inlands-Schnellzug-Wagen des DEV-Typs von 1962 wurden auch hier die Einstiegstüren etwas zur Wagenmitte versetzt. Die Toiletten und Vorräume befanden sich somit am äußeren Wagenende. Die Wagenlänge wurde von der damals gültigen französischen Standardlänge von 24,5 Metern über Puffer um einen Meter verlängert. Der Wagenübergang wurde mit Gummiwülsten geschützt. Als Drehgestelle kamen die Bauart Y 24 und Y 28  zur Anwendung. Die Wagen waren bis zu 200 km/h zugelassen.
Es wurden Großraumwagen und Abteilwagen beschafft. Dazu Speise-, Bar- und Generatorwagen. Die Generatorwagen waren nötig, weil die Klimaanlagen der französischen TEE-Wagen eine Energieversorgung mit Haushaltsdrehstrom 380 V 50 Hz erforderten und die von den Loks je nach Stromsystem gelieferten 1000 V bis 3000 V Gleich- oder Wechselstrom nicht verarbeiten konnten. Damit wurden letztlich zudem zwei technisch weitgehend identische Wagen-Serien beschafft, alle nur mit der ersten Wagenklasse. Den Typ PBA für den Verkehr Paris–Brüssel–Amsterdam und der Typ Mistral 69 für den Südfrankreich-Verkehr.

## Typ PBA

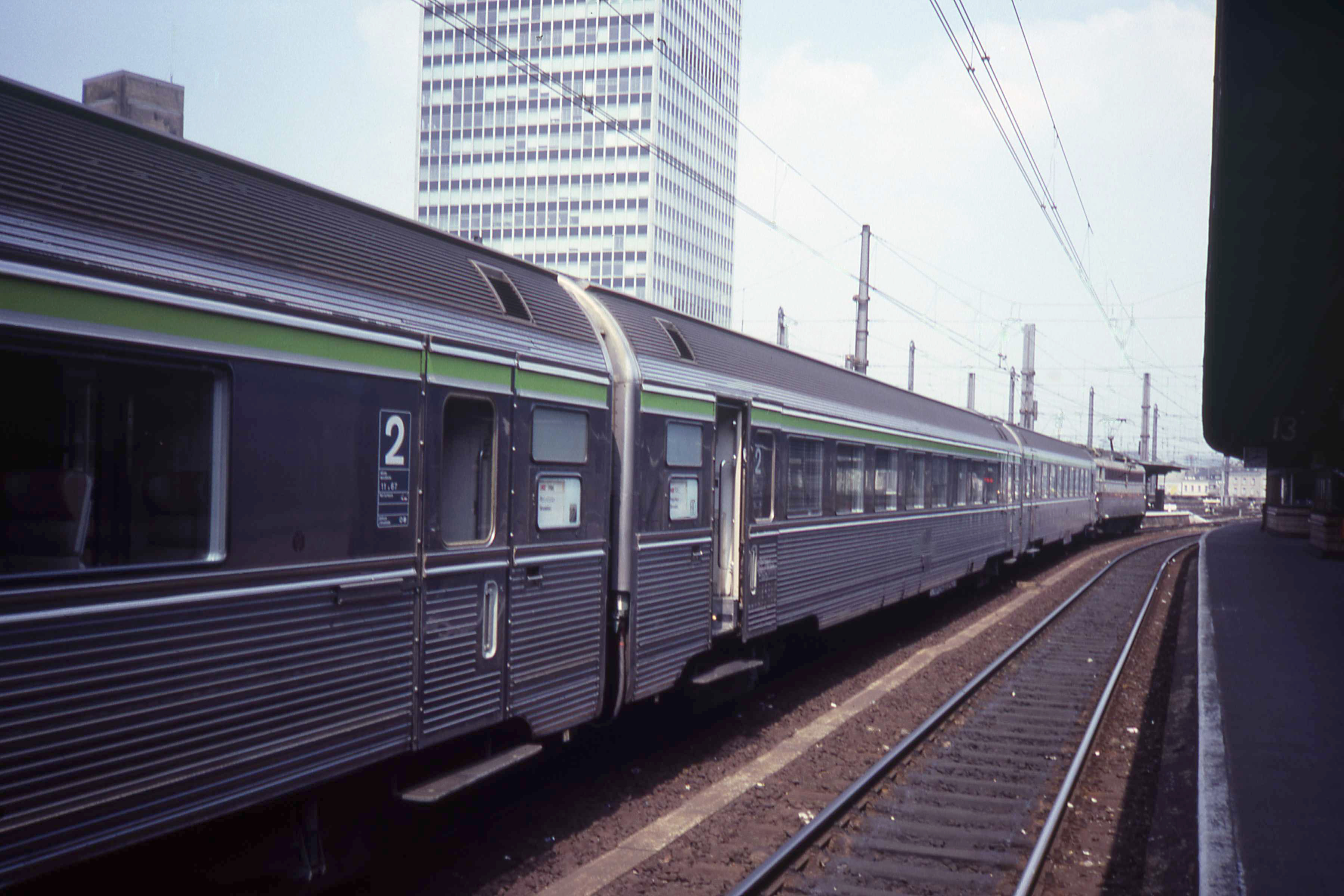
PBA-Wagen zur 2. Klasse deklassiert (1985)

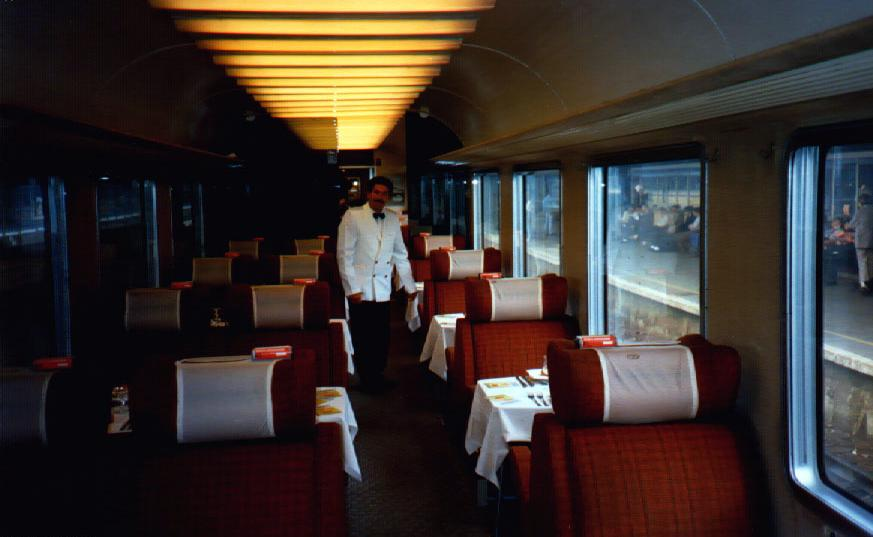
Innenraum eines PBA-Großraumwagens 1. Klasse, als Speisewagen hergerichtet

Als erste TEE-Strecke sollte die Relation Paris–Brüssel–Amsterdam statt mit Triebwagen (neben den SNCF-Zügen der Reihe RGP 825 kam die Schweiz-niederländische Gemeinschaftstype dort zum Einsatz) nunmehr mit Lok-Wagen-Zügen betrieben werden. Mit dem „Inox-Look“ durchbrachen die Franzosen gleichzeitig damit das bisher übliche weinrot-beige Farbschema von TEE-Zügen. Neben dem erwähnten Inox-Look fielen die PBA-Wagen durch ein weinrotes Band zwischen Fensteroberkante und Dachkante mit der Inschrift „Trans Europ Express“ in goldgelben Lettern wie bei der Mistral-56-DEV-Serie auf.
Auf der Gangseite der Abteilwagen entfiel die TEE-Inschrift durch den schmäleren roten Streifen, da hier die Dachoberkante der acht Seitenfenster zwischen den Türen höher gezogen worden ist, um stehenden Fahrgästen einen bequemen Ausblick gewährleisten zu können.
Die Abteilwagen des Typs A8uj (das „j“ stand für Inox) besaßen acht Abteile mit sechs Sitzen. Die Großraumwagen (Typ A8tuj) hatten fiktiv acht Abteile und waren als Saalwagen mit der Sitzanordnung 2+1 in vis-à-vis-Bestuhlung konzipiert, die denen des elektrisch angetriebenen Schweizer TEE-Zuges vom Typ RAe entsprachen. Beide Wagentypen hatten somit 48 Sitzplätze erster Klasse. Hinzu kamen Großraumwagen mit Küche A5rtuj sowie Barwagen des Typs A3rtuj. Aus den Küchenwagen wurden Mahlzeiten in mehreren Großraumwagen serviert, die zu diesem Zweck große ausklappbare Tische hatten. Dieses Verpflegungskonzept war von den Pullman-Express-Zügen der Vorkriegszeit inspiriert. Der Energieversorgung dienten kombinierte Generator-Gepäckwagen mit zwei Sitz-Abteilen vom Typ A2Dxj.
Diese Wagen gelangten ab 1964 in den TEE-Zügen Brabant, Étoile du Nord, L’ Oiseau Bleu und Île de France zum Einsatz. Später kamen TEE-Züge nach Köln und Dortmund wie Paris-Ruhr und Molière hinzu.
Für diese Wagensätze wurden von der SNCF neue Viersystem-Lokomotiven der Reihe CC 40100 entwickelt. Ebenso waren auch Loks der belgischen Reihen SNCB 16 und SNCB 18 zu sehen. Zwischen Lüttich und Köln/Dortmund kamen zeitweise deutsche Viersystem-Loks der Reihe 184 vor diesen Wagen zum Einsatz.

### Belgien
Für den PBA-Verkehr beschaffte auch die Belgische Staatsbahn sechs Wagen des PBA-Typs, nämlich Saalwagen der Großraumtype A8tuj zum Kilometerausgleich mit der SNCF.

## Typ Mistral 69

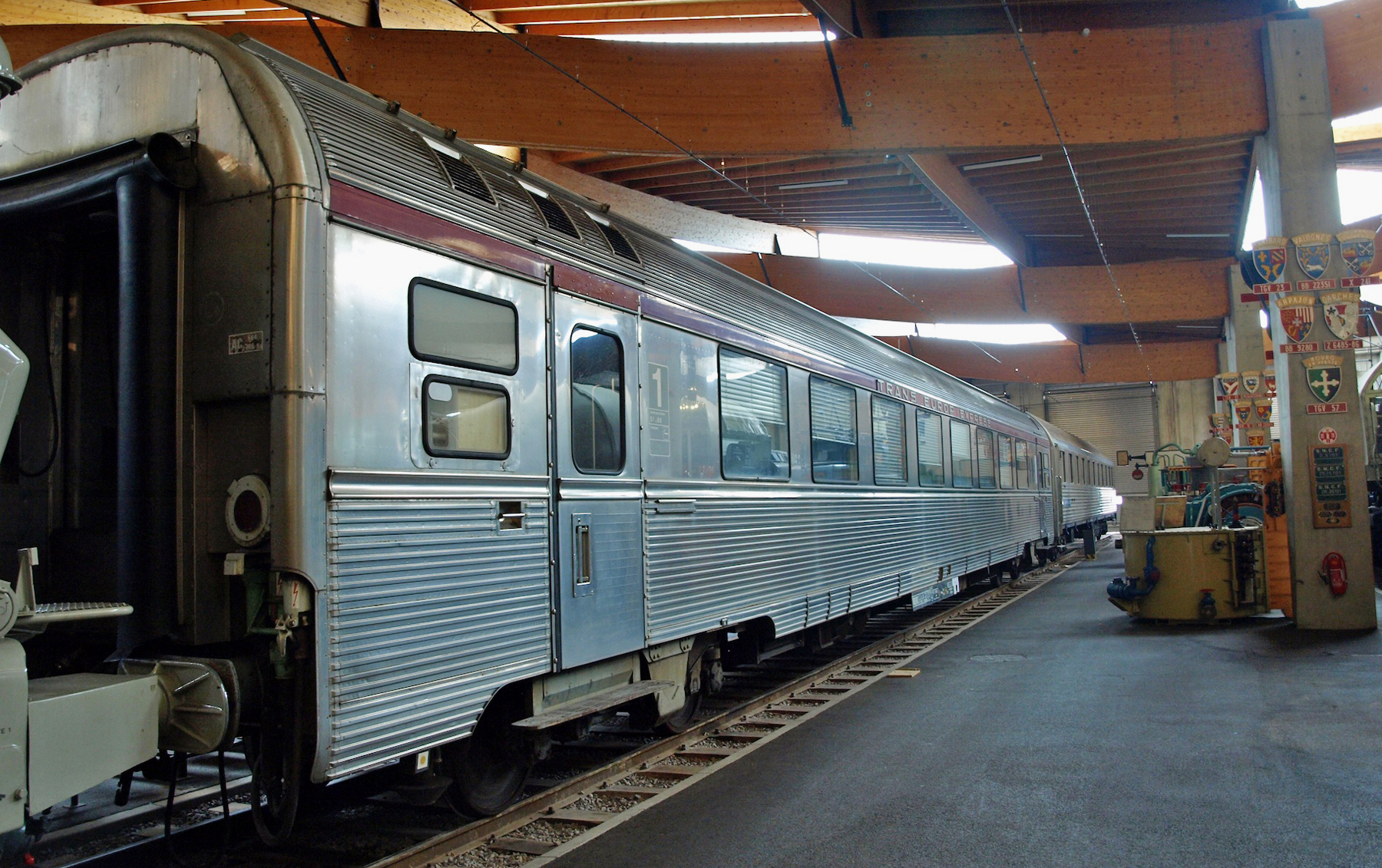
Mistral-69-Großraumwagen A^{8}tu (Eisenbahnmuseum Mülhausen)

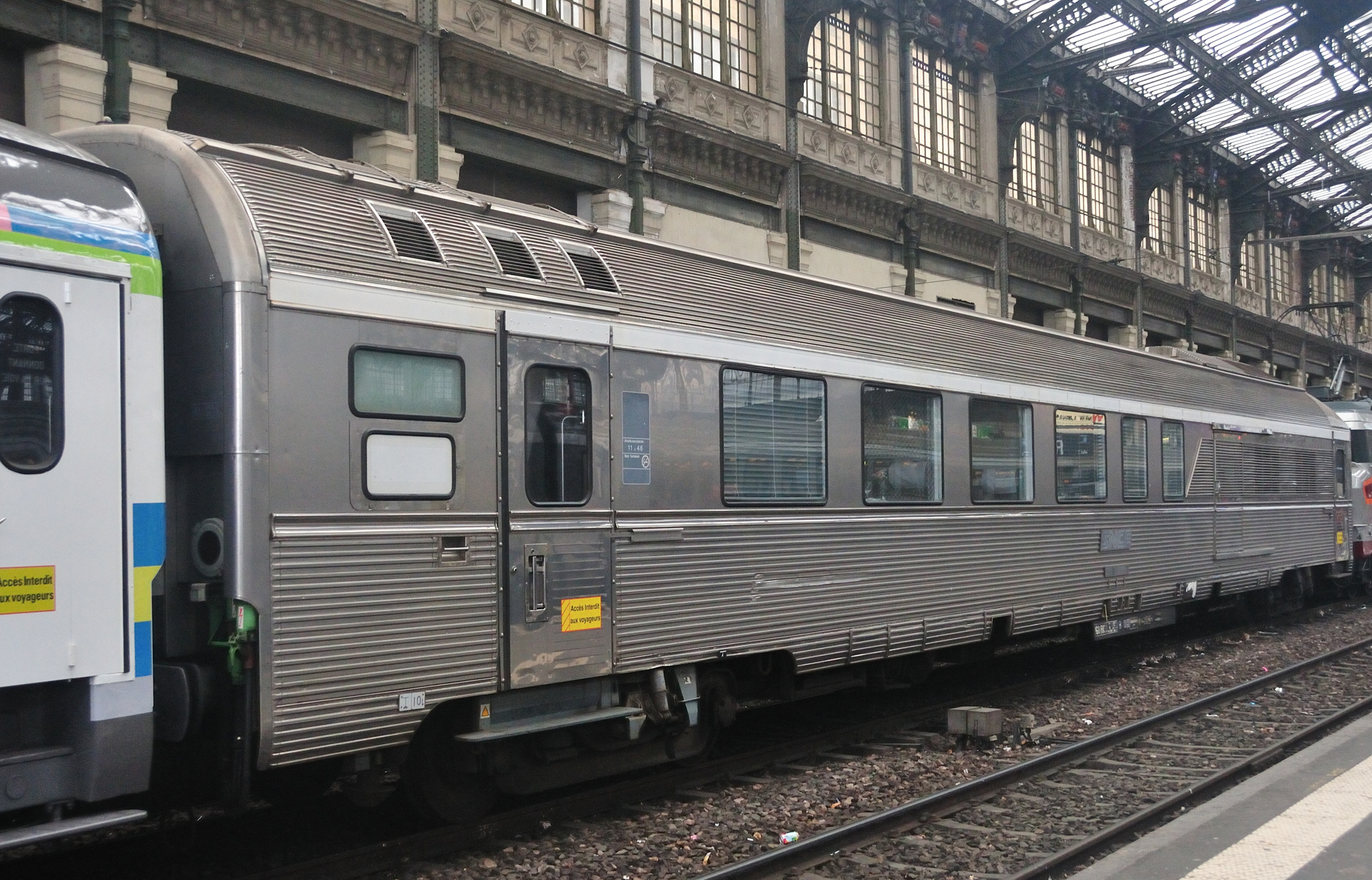
Mistral-69-Generatorwagen werden noch in Ausstellungszügen eingesetzt

Obwohl Ende 1969 fast gleichzeitig eine Flotte TEE-Wagen mit glatter Außenhaut, bombierten Wagenwänden und vorbereitet für einen Neigezug-Einsatz erschien (Typ Grand Confort), führte die SNCF 1969 die INOX-Bauform in weiterentwickelter Form fort. Für die TEE-Züge Mistral und andere der Mittelmeerrelation (wie Rhodanien) – aber auch den Einsatz in die Schweiz und nach Italien – wurden neue Wagen des Inox-Typs beschafft. Im Mistral lösten diese, die auf dem Inox-DEV Typ beruhenden Klima-Wagen des Typs Mistral 56 ab, die dafür u. a. ab 1970 in den TEE Goethe (Paris Est – Frankfurt/Main) gelangten. Die Mistral-69-Wagen ähnelten der PBA-Serie; im Unterschied dazu waren nun sämtliche Fenster so hoch wie bisher auf der Gangseite der Abteilwagen und der rote Streifen mit TEE-Schriftzug verlief entsprechend höher. Neben den Typen A8tuj und A8uj wurden Voll-Speisewagen des Typs VRuj und Barwagen A3ruj beschafft. Die Barwagen verfügten anfangs sogar über Frisörabteile und einen Kiosk für Reiseutensilien. Der Generatorwagen hatte nunmehr vier fiktive Sitzabteile in einem Großraum und wurde als A4Dtux bezeichnet.

### Schweiz
Die SBB besaßen auch fünf Wagen der Bauart Mistral 69, welche zusammen mit den Wagen der SNCF für die TEE-Züge von Frankreich in die Schweiz eingesetzt wurden. So wurden sie beispielsweise im TEE Cisalpin eingesetzt, welcher zwischen 1974 und 1984 mit diesen Wagen geführt wurde. Die Wagen waren als Am 61 85 18-89 000-004 eingereiht. Die Wagen wurden erst 1974 gebaut und wurden immer in Frankreich unterhalten. Jedoch wurden sie von der SNCF recht freizügig verwendet, da sie im Kilometerausgleich liefen (sie mussten die Laufleistung der TEE-Wagen auf dem SBB-Streckenanteil erreichen, wo war nebensächlich). Die Wagen unterschieden sich auch nur in der Wagennummer von den SNCF-Wagen. Der Außenanstrich und die Innenausrüstung entsprachen der TEE-Ausführung der INOX-Wagen. Mit der Eröffnung der LGV Sud-Est wurden die Wagen an die SNCF verkauft. Im Gegenzug kauften die SBB zwei TGV-Kompositionen, die nach demselben Prinzip des Naturalausgleichs verwendet werden.

### Umbau
Nachdem das TEE-Netz in Europa 1987 weitgehend zerfiel, wurden viele Wagen beider Bauarten (PBA, Mistral) auf Sitzplätze zweiter Klasse umgebaut. Dafür wurden in die Coupés acht Sitze eingebaut; die Großraumwagen erhielten eine neue 2+2-Bestuhlung ohne Rücksicht auf den Fensterabstand. Diese Wagen waren an einem grünen Dachkantenstreifen ohne Insignien zu erkennen. Die Sitzplätze im Generatorwagen wurden ohne Umbau für die zweite Klasse freigegeben. Zum Einsatz gelangten diese Wagen überwiegend nunmehr in Schnellzügen der Relation Paris–Brüssel–Amsterdam.

## Verbleib
Ende der 1990er Jahre verkaufte die SNCF 44 der verbliebenen TEE-Großraumwagen erster Klasse nach Kuba. Dort verkehren sie im klimatisierten Tren francés zwischen Havanna und Santiago de Cuba.

## Summata
Insgesamt wurden von beiden Typen (PBA und Mistral 69) gebaut:
- 39 A8tuj, 6 für SNCB, 5 für SBB
- 42 A8uj
- 13 A5rtuj bzw. Vruj (Speisewagen)
- 5 A3rtuj, (Barwagen) für Paris–Brüssel–Amsterdam
- 4 Aruxj, (Barwagen) für Mistral
- 19 A4Dtuxj bzw. A4Duxj, Generator/Gepäck/Sitzwagen

insgesamt 122 Wagen.